# 巴拉那駝背麗脂鯉
巴拉那駝背麗脂鯉，為輻鰭魚綱脂鯉目脂鯉亞目脂鯉科的其中一個種，為熱帶淡水魚，分布於南美洲 巴拉那河流域，體長可達11.3公分，棲息在底中層水域，生活習性不明。

## 扩展阅读
- 維基物種上的相關：巴拉那駝背麗脂鯉